# Juego de las Estrellas de la Liga Nacional de Básquet 2016
El Juego de las Estrellas de la Liga Nacional de Básquet del 2016 fue la vigésima octava (XXVIII) edición del evento de carácter amistoso y regular organizado por la Asociación de Jugadores. Tuvo lugar en el Polideportivo Víctor Nethol del club Gimnasia y Esgrima La Plata, en la ciudad ya mencionada, una vez finalizada la fase regular de la Liga. A diferencia de años anteriores, se disputó íntegramente en un solo día, acotando así el mismo al partido entre nacionales y extranjeros, el torneo de triples y el de volcadas.
Fue la primera vez del evento en la mencionada ciudad. Como la edición pasada, contó con la organización en conjunto de la AdJ e Imagen Deportiva S.A.

## Juego de las estrellas
Los dos equipos fueron uno un combinado de jugadores nacionales nacidos hasta el 31 de diciembre de 1996, y el otro un combinado de jugadores extranjeros. Esta modalidad se viene implementando desde el 2004, salvo la edición de 2009, ininterrumpidamente.
Sobre un total de 5635 votos en 15 días seguidos, se confirmaron los conjuntos «Nacional» y «Extranjero». Los entrenadores fueron los dos mejores de cada conferencia, siendo el del mejor equipo el entrenador del equipo «Nacional». Fernando Duró, entrenador de Ciclista Olímpico fue el entrenador de los nacionales. Por otro lado Gonzalo García fue el entrenador de los extranjeros, tras lograr ser el mejor equipo de la conferencia sur con Gimnasia Indalo.
| Cinco más votados     | Cinco más votados  | Cinco más votados | Cinco más votados  | Cinco más votados  | Cinco más votados |
| Nacionales            | Nacionales         | Nacionales        | Extranjeros        | Extranjeros        | Extranjeros       |
| Jugador               | Equipo             | VT                | Jugador            | Equipo             | VT                |
| Bases                 | Bases              | Bases             | Bases              | Bases              | Bases             |
| --------------------- | ------------------ | ----------------- | ------------------ | ------------------ | ----------------- |
| Nicolás De Los Santos | Gimnasia Indalo    | 811               | Bruno Fitipaldo    | Obras Basket       | 3342              |
| Luca Vildoza          | Quilmes            | 667               | Reynaldo García    | Estudiantes (C)    | 1956              |
| Maximiliano Stanic    | Ciclista Olímpico  | 645               | —                  |                    |                   |
| Gustavo Aguirre       | San Lorenzo (BA)   | 369               | —                  |                    |                   |
| Franco Balbi          | Argentino (J)      | 296               | —                  |                    |                   |
| Escoltas              |                    |                   |                    |                    |                   |
| Diego Damián García   | Quimsa             | 1699              | Walter Baxley      | Quilmes            | 2448              |
| Nicolás Brussino      | Peñarol            | 1093              | Marcus Elliot      | San Lorenzo (BA)   | 714               |
| Paolo Quinteros       | Regatas Corrientes | 615               | David Jackson      | Quimsa             | 687               |
| Leonel Schattmann     | Gimnasia Indalo    | 456               | Aaron Brown        | Gimnasia Indalo    | 408               |
| Selem Safar           | Obras Basket       | 395               | Rodney Green       | Lanús              | 390               |
| Aleros                |                    |                   |                    |                    |                   |
| Gabriel Deck          | Quimsa             | 1399              | Justin Ray Giddens | Instituto          | 1134              |
| Federico Aguerre      | Gimnasia Indalo    | 687               | Mauricio Aguiar    | Regatas Corrientes | 1074              |
| Marcos Mata           | San Lorenzo (BA)   | 440               | Pete Mickeal       | Atenas             | 741               |
| Adrián Boccia         | Boca Juniors       | 360               | Chris Cayole       | Ciclista Olímpico  | 647               |
| Pablo Espinoza        | Regatas Corrientes | 269               | Levour Warren      | Obras Basket       | 590               |
| Ala pivotes           |                    |                   |                    |                    |                   |
| Walter Herrmann       | San Lorenzo (BA)   | 1603              | Lee Roberts        | Libertad           | 806               |
| Leonardo Gutiérrez    | Peñarol            | 882               | Ramón Clemente     | Ferro (BA)         | 750               |
| Leonardo Mainoldi     | Gimnasia Indalo    | 419               | Dennis Horner      | Obras Basket       | 723               |
| Nicolás Romano        | Quimsa             | 285               | Darren Phillip     | Ciclista Olímpico  | 712               |
| Matías Sandes         | Gimnasia Indalo    | 228               | Ivory Clark        | Quilmes            | 576               |
| Pivotes               |                    |                   |                    |                    |                   |
| Marcos Delía          | Obras Basket       | 1228              | Robert Battle      | Quimsa             | 1312              |
| Tayavek Gallizi       | Quilmes            | 729               | Sam Clancy, Jr.    | Gimnasia Indalo    | 1089              |
| Kevin Hernández       | Boca Juniors       | 348               | Justin Williams    | Ciclista Olímpic   | 650               |
| Damián Tintorelli     | Quimsa             | 320               | Jeremiah Wood      | San Martín (C)     | 638               |
| Fernando Martina      | San Lorenzo (BA)   | 300               | Chaz Crawford      | Argentino (J)      | 312               |

1. 1 2  Si bien Nicolás Brussino fue elegido para el partido, sufrió una lesión que le impidió presentarse. Fue reemplazado por Leonel Schattmann.
2. 1 2  Si bien Pete Micekal era considerado para el partido, por motivos personales decidió no presentarse y fue reemplazado por David Jackson.
3. ↑  Lee Roberts abandonó la competencia posterior al cierre de la votación y antes de celebrarse el evento, por ello fue reemplazado por el siguiente jugador en su puesto más votado.

### Partido
| Nacionales           | Nacionales            | Nacionales |
| Jugador              | Jugador               | Pts        |
| -------------------- | --------------------- | ---------- |
| 55                   | Nicolás De Los Santos | 2          |
| 5                    | Diego Damián García   | 7          |
| 41                   | Gabriel Deck          | 2          |
| 1                    | Walter Herrmann       | 25         |
| 16                   | Marcos Delía          | 14         |
| Suplentes            |                       |            |
| 3                    | Luca Vildoza          | 6          |
| 11                   | Maximiliano Stanic    | —          |
|                      | Leonel Schattmann     | 7          |
| 13                   | Paolo Quinteros       | 16         |
| 12                   | Federico Aguerre      | 21         |
| 10                   | Leonardo Gutiérrez    | —          |
| 14                   | Tayavek Gallizi       | 7          |
| Fernando Duró (Ent.) |                       |            |

| Extranjeros           | Extranjeros            | Extranjeros |
| Jugador               | Jugador                | Pts         |
| --------------------- | ---------------------- | ----------- |
| 6                     | Bruno Fitipaldo        | 6           |
| 8                     | Walter Baxley          | 13          |
| 15                    | Justin Ray Giddens     | 14          |
| 19                    | Dennis Horner          | 13          |
| 23                    | Robert Battle          | 16          |
| Suplentes             |                        |             |
| 1                     | Ramón Clemente         | —           |
| 2                     | Reynaldo García Zamora | —           |
| 11                    | Marcus Elliot          | —           |
| 21                    | Mauricio Aguiar        | 5           |
|                       | David Jackson          | 13          |
| 7                     | Darren Phillip         | 14          |
| 50                    | Sam Clancy, Jr.        | 0           |
| Gonzalo García (Ent.) |                        |             |

| 3 de mayo, 21:30 | Nacionales                                    | 107–110     | Extranjeros                   | La Plata |  |
|                  | Parciales: 22 - 26, 31 - 32, 32 - 27, 22 - 25 |             |                               | |  |
|                  | Estadísticas Walter Herrmann 25               | Reporte Pts | Estadísticas 16 Robert Battle | Pabellón: Polideportivo Víctor Nethol Árbitros: * Alejandro Chiti * Fabricio Vito * Pablo Estévez Televisión: TyC Sports |  |

## Torneo de volcadas
El Torneo de volcadas, por motivos de patrocinio Torneo de volcadas AMuPOA, fue el vigésimo octavo torneo de este tipo desde que se disputó en 1998 el primero, en la primera edición del Juego de las Estrellas. Del mismo participarán cinco jugadores, el campeón defensor Tayavek Gallizi y otros cuatro nuevos participantes. El campeón fue Anthony Johnson, jugador de Weber Bahía.
Participantes
- Tayavek Gallizi (Quilmes)
- Anthony Johnson (Weber Bahía)
- Roquez Johnson (San Lorenzo de Buenos Aires)
- Justin Ray Giddens (Instituto)
- Daniel Stewart (Lanús)

## Torneo de triples
El Torneo de triples, por motivos de patrocinio Torneo de Triples Provincial ART, fue el vigésimo octavo torneo de este tipo desde que se disputó en 1998 el primero, en la primera edición del Juego de las Estrellas. Para esta edición se contó con la participación de seis jugadores, cinco de la máxima división y un representante de la Asociación Platense de Básquet. De los jugadores de Liga A, entraron aquellos que con más de 70 triples convertidos, tuvieron el mejor porcentaje de tiros convertidos sobre tiros tirados al 20 de abril. El ganador del torneo fue Federico Aguerre, que venció a Leonel Schattmann, ambos de Gimnasia Indalo, 19 a 15.
Participantes
- David Jackson (Quimsa) con 46,15%.
- Federico Aguerre (Gimnasia Indalo) con 44,55%.
- Walter Herrmann (San Lorenzo de Buenos Aires) con 44,35%.
- Leonel Schattmann (Gimnasia Indalo) con 43,23%.
- Facundo Piñero (La Unión de Formosa) con 43,22%.
- Juan Manuel Seminara (Universal La Plata), ganador del torneo de triples de Diagonal al Aro.